# Polacantha grossa
Polacantha grossa är en tvåvingeart som beskrevs av Martin 1975. Polacantha grossa ingår i släktet Polacantha och familjen rovflugor.
Artens utbredningsområde är Texas. Inga underarter finns listade i Catalogue of Life.